# Duranteae
Duranteae, biljni tribus iz porodice sporiševki (Verbenaceae). Sastoji se od 5 rodova sa 199 vrsta Tipični je južnoamerički rod Duranta sa 27 vrsta drveća i grmova, od kojih je Duranta erecta L. uvezena po mnogim državama Azije, Afrike i Južne i Sjeverne Amerike.

## Etimologija
Tribus nosi ime po rodu Duranta, a ovaj po botaničaru Castoru Durantesu.

## Rodovi
1. Bouchea Cham. (13 spp.)
2. Chascanum E.Mey. (32 spp.)
3. Stachytarpheta Vahl (125 spp.)
4. Recordia Moldenke (2 spp.)
5. Duranta L. (27 spp.)

## Vanjske poveznice
- Insights into the Systematics of Tribe Duranteae (Verbenaceae) II: A Taxonomic Revision of the New World Genus Duranta